# نورتون سنت فیلیپ
نورتون سنت فیلیپ (به انگلیسی: Norton St Philip) یک روستا و محله مدنی در بریتانیا است که در مندیپ واقع شده‌است. نورتون سنت فیلیپ ۸۵۸ نفر جمعیت دارد.